# قطعنامه ۸۰۹ شورای امنیت
قطعنامه  ۸۰۹ شورای امنیت سازمان ملل متحد که در تاریخ ۰۲ مارس ۱۹۹۳ تصویب شد، سندی بین‌المللی دربارهٔ صحرای غربی است. این قطعنامه طی نشست ۳۱۷۹ام با ۱۵ رای موافق، ۰ مخالف و ۰ ممتنع تصویب شد.